# Homoanarta
Homoanarta is een geslacht van vlinders van de familie Uilen (Noctuidae), uit de onderfamilie Cuculliinae.

## Soorten
- H. carneola Smith, 1891
- H. cristifer Dyar, 1918
- H. falcata Neumoegen, 1883
- H. farinosa Draudt, 1924
- H. nudor Dyar, 1920
- H. peralta Barnes, 1907
- H. senescens Dyar, 1918